# Самора
Само́ра (ісп. Zamora, МФА: [θaˈmoɾa]) — місто і муніципалітет у провінції Самора в Іспанії, у складі автономної області Кастилія-і-Леон. Муніципалітет має площу 10,5 км² у складі району (комарки) Тьєрра-дель-Пан. Населення 66138 осіб (на 2007 рік). Відстань від адміністративного центру провінції — 250 км.
Покровителем міста вважається святий Атілано Вірхен де ла Конча.

## Історія
Місто засноване у 852 році.
1143 року Леонське королівство уклало мирний договір із Португалією, яку визнало самостійним королівством.

## Релігія
- Центр Саморської діоцезії Католицької церкви.

## Пам'ятки
Завдячуючи великій кількості споруд у романському стилі Самору часто називають «романським музеєм». 
- У Старому місті збереглось понад 10 церков X—XIII століття.
- руїни замку в парку Кастильйо
- собор
- фортечна стіна з воротами Пуерта-Траісьйон (Воротами зради). В 1072 році біля них змовники вбили короля Санчо II.

## Відомі мешканці
- Санчо II Сильний (1036/1038 —1072) — король Кастилії у 1065—1072 роках, Леону в 1072 році, Галісії в 1071—1072 роках
- Анхель Ньєто — 13-ти разовий (або «12+1» як він сам себе називає) чемпіон світу з шосейно-кільцевих мотоперегонів MotoGP. На його честь названий місцевий спортивний центр та вулиця міста.

## Галерея

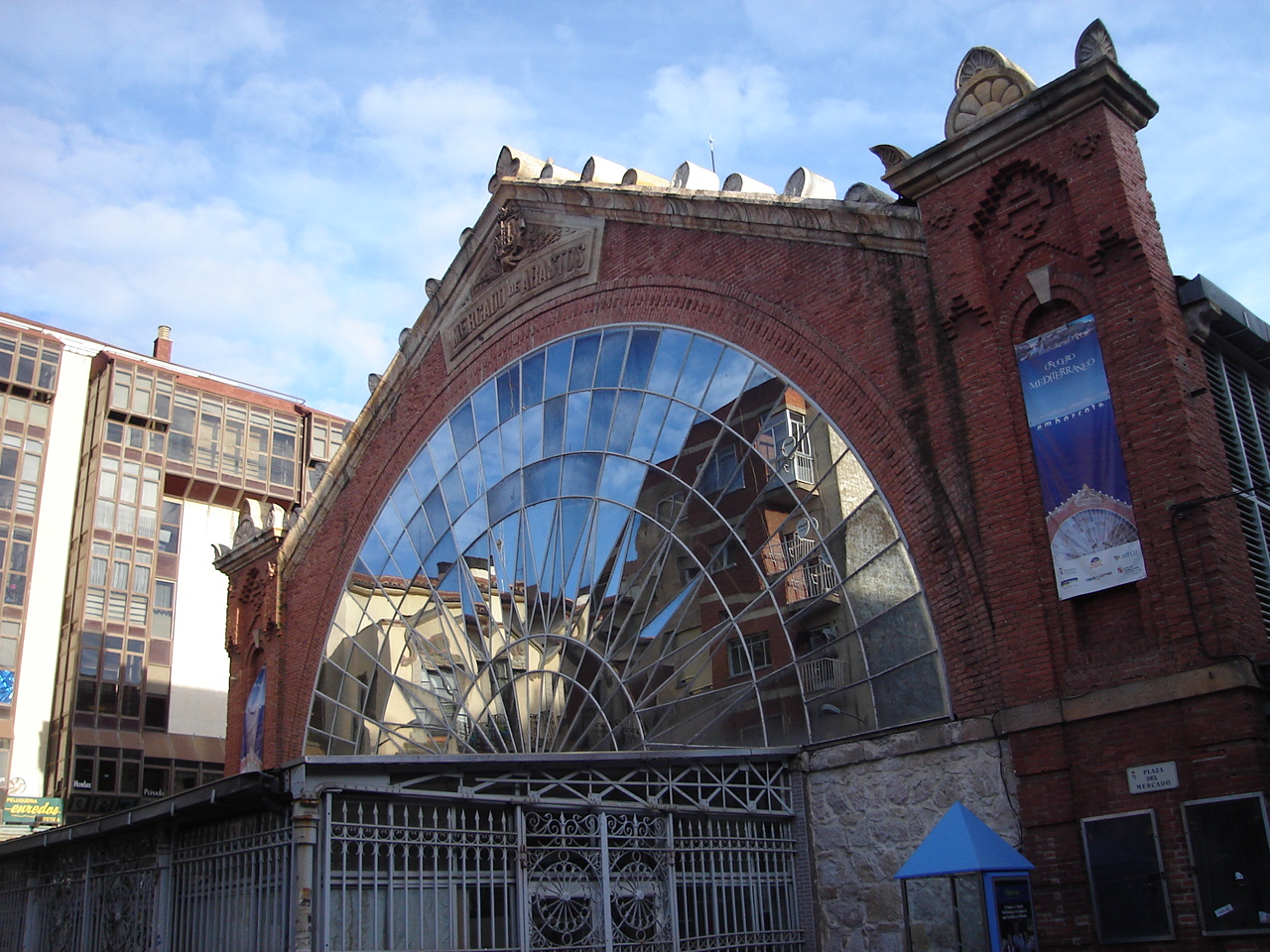
Критий ринок у Саморі
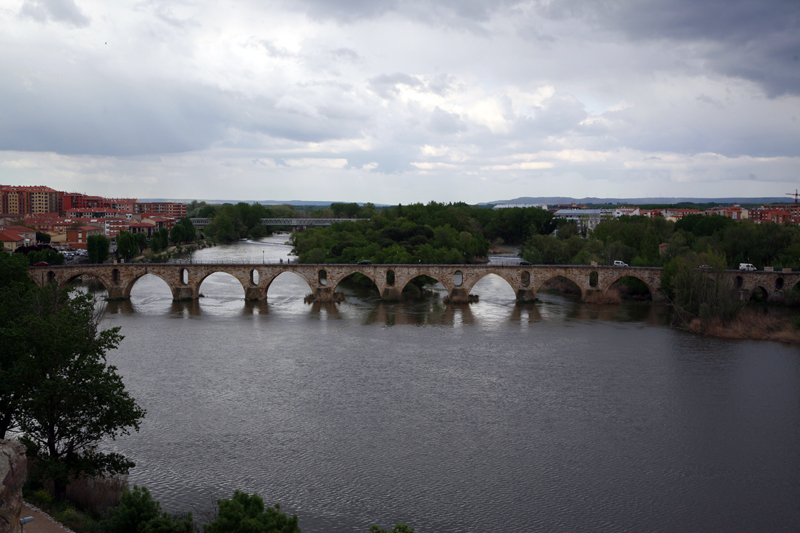
Річка Дору в Саморі
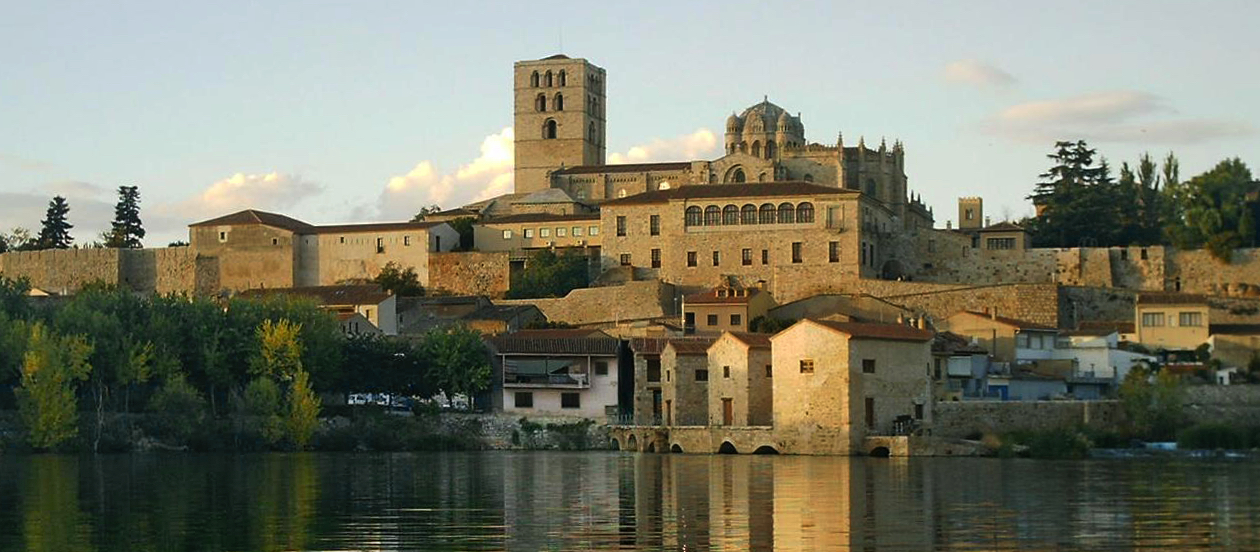
Катедральний собор
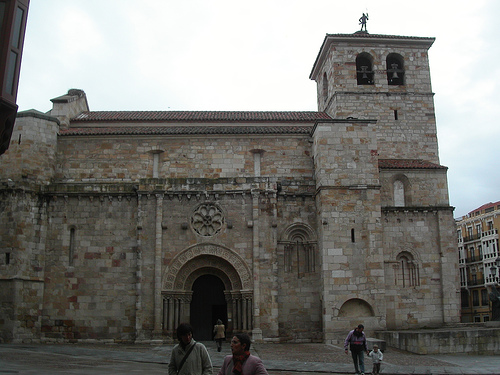
Церква Сан-Хуан